# Eloísa Acosta
Eloísa Acosta (Guadalajara, Jalisco, c. 1860 - c. 1930) fue una pintora y docente mexicana. Es considerada la primera pintora profesional del estado de Jalisco.

## Biografía
Se desconoce la fecha de su nacimiento. Posiblemente nació en los años sesenta del siglo XIX en un entorno cambiante pero conservador, en el que las actividades permitidas de las mujeres eran limitadas.
Perteneció a la Asociación de Paisajistas Gerardo Suárez, donde presentó sus obras en múltiples exposiciones. En 1898 participó en una importante muestra colectiva organizada por Felipe Castro, pintor y catalizador del arte durante un periodo afectado por las guerras civiles y los conflictos bélicos. 
Se dedicó a la enseñanza artística, siendo iniciadora de artistas que destacarían más adelante. Continuó ejerciendo la pintura hasta su muerte, ejecutando cuadros por encargo y de tema libre para exposiciones.
Se estima que murió en la década de los treinta del siglo XX. 

## Estudios
Estudió pintura en el Liceo de Niñas bajo la enseñanza del pintor académico Felipe Castro. 

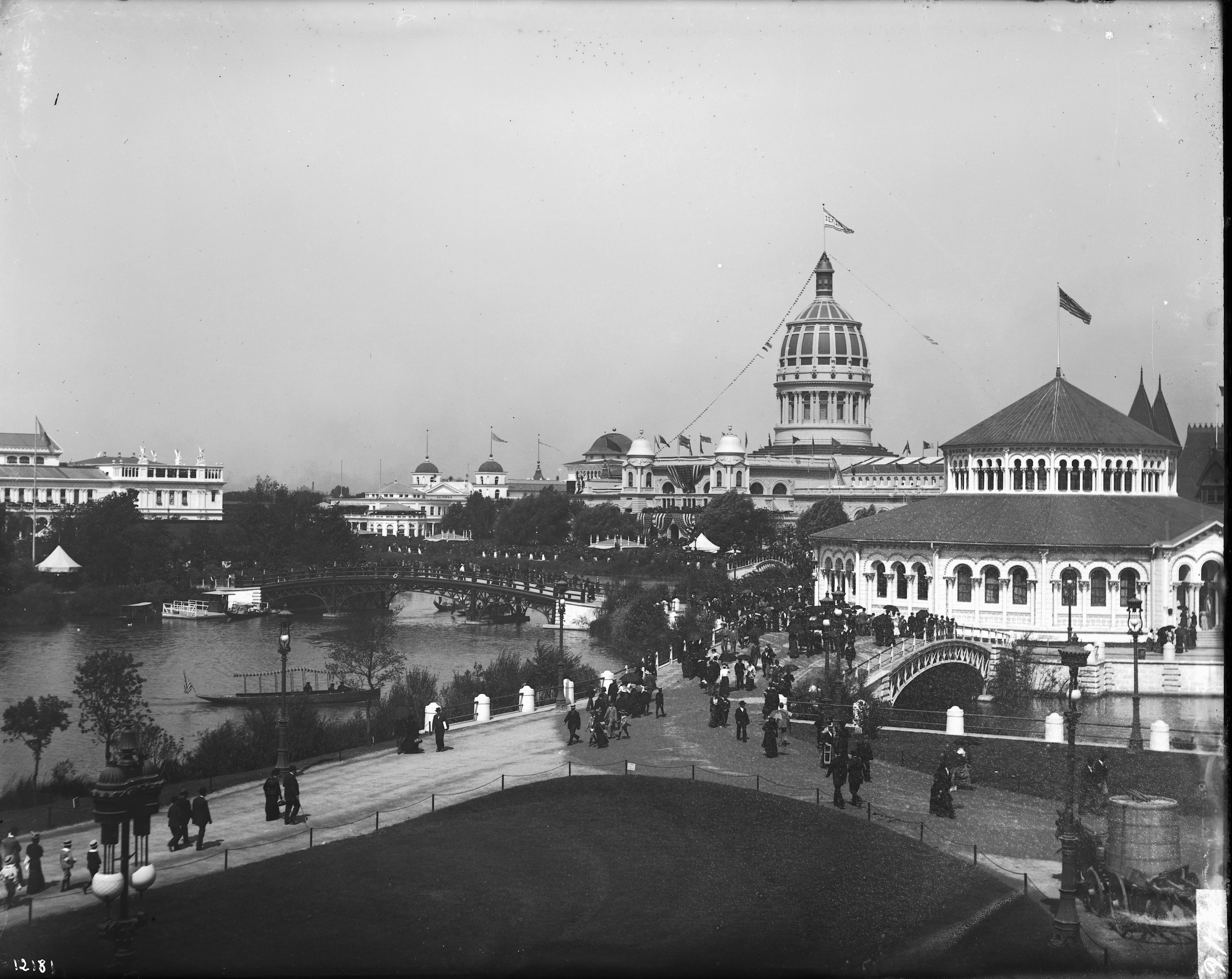
Exposición Mundial Colombina, Chicago, Illinois, 1893.

## Exposiciones
Su virtuosismo y preparación le permitieron ser reconocida entre sus pares. Durante los festejos por el IV Centenario del descubrimiento de América, celebrados en 1893, se eligieron los cuadros de contados artistas jaliscienses para participar en la Exposición mundial colombina de la República de México, presentada en la ciudad de Chicago. Acosta fue una de las seleccionadas, participando con los cuadros: Vista de Guadalajara, Frutero e Interior de una casa en Guadalajara. 

Aunque el recuento de su contribución es reducido, se sabe que la presencia de las mujeres pintoras durante el evento fue sobresaliente.
En Chicago, México ganó 1,195 premios; la minería y la agricultura fueron nuevamente acogidas con especial agrado. Sin embargo, los artistas mexicanos no tuvieron tanto éxito; más tarde se argumentó que las malas ubicaciones en las que se colocaron las pinturas y esculturas mexicanas fueron la causa de tan escasa respuesta. Además, en Chicago, como en otras ferias americanas, México tuvo alguna presencia en la exhibición de mujeres. Así como la comisión de mujeres americanas para la exposición de Chicago estuvo encabezada por la nuera del presidente de los Estados Unidos, la comisión de mujeres mexicanas estuvo encabezada por Carmen Romero Rubio, esposa de Porfirio Díaz. Pero, por supuesto, el gobierno mexicano no estaba realmente interesado en las preocupaciones sociales modernas con las mujeres. Los grupos aristocráticos de mujeres del México porfiriano formaban parte del equipo expositivo, especialmente en las ferias americanas, donde la mujer tenía un papel importante. En general, las mujeres mexicanas estaban representadas sólo a través de su trabajo doméstico tradicionalmente asignado. No obstante, uno de los aspectos más significativos de la exposición de arte mexicano en Chicago, según el delegado mexicano M. Serrano, fueron las pinturas de Gertrudis García Teruel.
Además, colaboró en muestras en la ciudad de Guadalajara. Perteneció a la asociación de Paisajistas Gerardo Suárez, en la que presentó sus pinturas en la muestra colectiva inaugural (1892).

## Obra
Sus obras se encuadran en las corrientes académicas imperantes del siglo XIX. Manejó la perspectiva, la composición y el empleo acertado de los materiales.
Como las pintoras de su época, practicó el retrato, el paisaje, los motivos domésticos y costumbristas. 
Los pocos cuadros que se conocen de su autoría pertenecen a colecciones privadas.